# Shorty Rogers
Shorty Rogers, geboren als Milton M. Rajonsky (Great Barrington (Massachusetts), 14 april 1924 - Van Nuys (Los Angeles), 7 november 1994), was een Amerikaanse jazzmuzikant.

## Carrière
Rogers studeerde trompet aan de Highschool of Music and Arts in New York en componeren en arrangeren aan het Los Angeles Conservatory. Hij speelde vooreerst bij Will Bradley (1942) en Red Norvo (1942-1943). Na beëindiging van zijn militaire diensttijd werd hij gecontracteerd door Woody Herman, Charlie Barnet, daarna weer door Herman (tot 1949) en Stan Kenton (1950-1951), bij wie hij ook als arrangeur werkzaam was. Van hem waren de arrangementen Keen And Peachy (1947), That's Right (1948) en More Moon (1949) afkomstig.
In 1953 was hij lid van de Lighthouse All Stars van Howard Rumsey. Vervolgens vestigde hij zich in Los Angeles, waar hij in 1954/1955 zijn eigen bands leidde. Ook nam hij deel aan opnamen van de West Coast Jazz, waar hij tot een van de vooraanstaande vertegenwoordigers werd gerekend. In zijn bands speelden fameuze muzikanten, waaronder Pepper Adams, Pete Candoli, Conte Candoli, Bob Cooper, Herb Geller, Jimmy Giuffre, John Graas, Hampton Hawes, Bill Holman, Marty Paich, Art Pepper, Bud Shank, Zoot Sims en Shelly Manne. Rogers was in 1955 als muzikaal leider voor Atlantic Records werkzaam en in 1956 bij RCA Victor. Vervolgens was hij steeds meer in de studio's van Hollywood bezig en beëindigde vervolgens het bestaan van instrumentalist. Rogers schreef onder andere de muziek voor de films The Wild One en The Man with the Golden Arm.
Na een tournee met het Britse National Youth Jazz Orchestra in 1982 speelde hij weer regelmatig en was aan het begin van de jaren 1990 betrokken bij de wederopstanding van de Lighthouse All Stars met Bud Shank, Bob Cooper en Bill Perkins. Voor Concord Records en Candid Records nam hij nog enkele albums op, waaraan zijn metgezellen George Cables, Pete Jolly, Bud Shank, Monty Budwig en Lawrence Marable meewerkten.
Tijdens zijn carrière maakte Rogers opnamen met Teddy Charles, Terry Gibbs, Red Norvo, Johnny Richards, Pete Rugolo en Kai Winding.
Rogers was ondanks technisch begrensd spelpotentieel een trompettist met hoge herkenningswaarde. Het succesvolste arrangeerde hij voor bigbands naast de Woody Herman Band ook voor Stan Kenton, Art Pepper en Maynard Ferguson.

## Overlijden
Shorty Rogers overleed in november 1994 op 70-jarige leeftijd.

## Discografie

### Albums
Giant Steps
- 1946-1953: The Sweetheart of Sigmund Freud

RCA Records
- 1953: Short Stops
- 1953: Shorty Rogers & His Giants
- 1954: Courts The Count
- 1954: Collaboration
- 1956: Wherever The Five Winds Blow
- 1957: Plays Richard Rogers
- 1957: Portrait Of Shorty
- 1958: Gigi In Jazz
- 1958: Chances Are, It Swings
- 1958-1959: Shorty Rogers Swings
- 1959: The Wizard Of Oz
- 1960: Swinging Nutcracker
- 1961: An Invisible Orchard

Voncord Records
- 1983: Yesterday Today And Forever

Candid Records
- 1991: America The Beautiful
- 1992: Eight Brothers

### Compilatie
- The Complete Atlantic and EMI Jazz Recordings of Shorty Rogers (1951–56). Mosaic, 1989 – 6 LP's of 4 CD's met John Graas, Art Pepper, Jimmy Giuffre, Hampton Hawes, Don Bagley, Shelly Manne, Bud Shank, Jimmy Rowles, Harry Babasin, Pete Jolly, Curtis Counce, Lou Levy, Ralph Peña, Conte Candoli, Pete Candoli, Harry "Sweets" Edison, Don Fagerquist, Bob Enevoldsen, Barney Kessel, Leroy Vinnegar, Herb Geller, Bill Holman,

- Bibsys: 4022604
- Biblioteca Nacional de España: XX1288129
- Bibliothèque nationale de France: cb13899118b (data)
- Gemeinsame Normdatei: 134676998
- International Standard Name Identifier: 0000 0000 7357 2916
- Library of Congress Control Number: n83163534
- MusicBrainz: 032d3abc-f0ea-4eaa-885b-7b2d9b6d2d8e
- Nationale Bibliotheek van Tsjechië: ola2002159553
- Nationale bibliotheek van Australië: 55002391
- Nederlandse Thesaurus van Auteursnamen: 070806071
- Istituto Centrale per il Catalogo Unico: UBOV525341
- SNAC: w6pk0qch
- Système universitaire de documentation: 06869900X
- Trove: 1601919
- Virtual International Authority File: 19866770
- WorldCat: E39PBJfWXq8BXtB9TCXhhcg3Qq